# Hartekamp

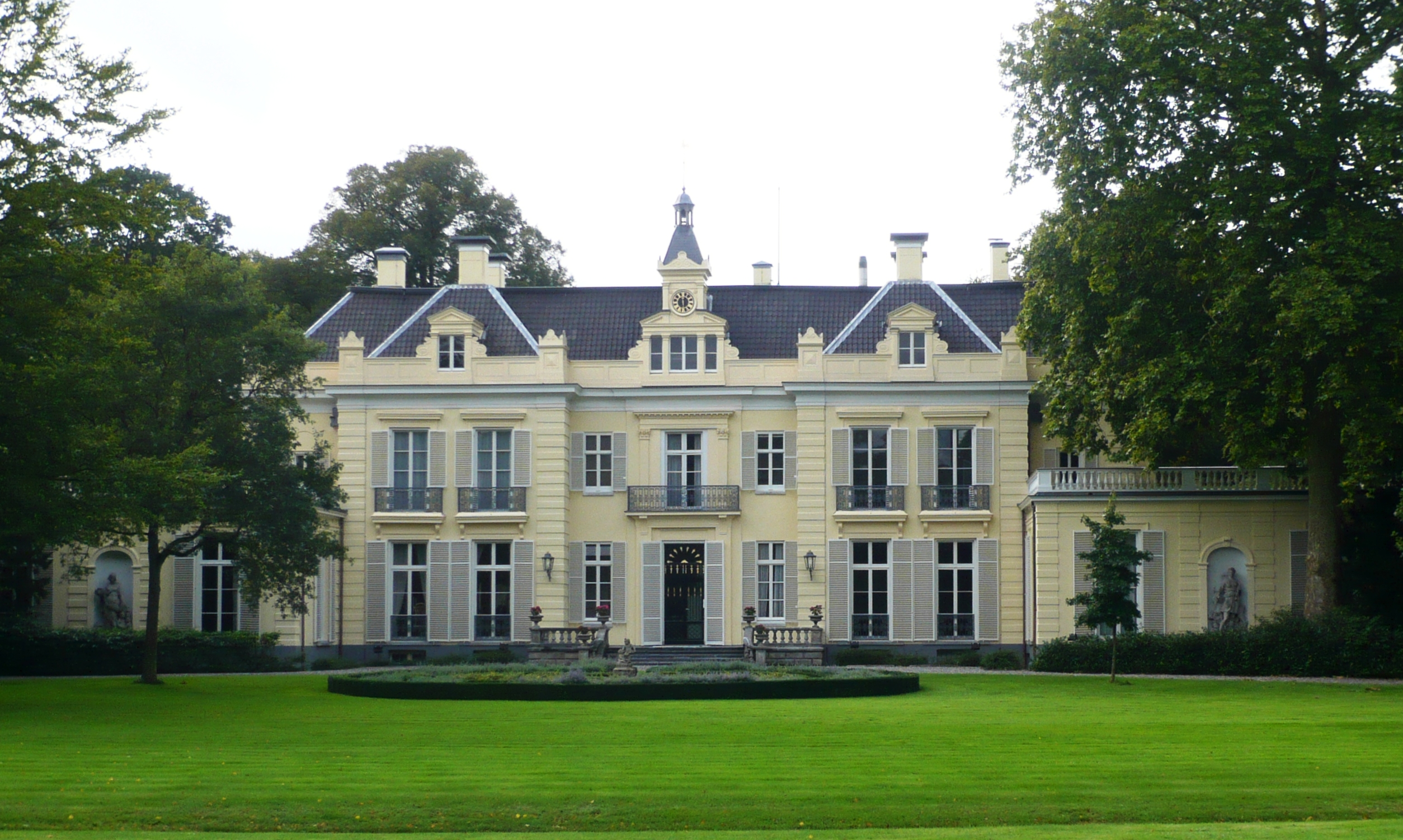
Hartekamp

Hartekamp bei Heemstede war der Sommersitz von George Clifford. Das Landhaus ist als Rijksmonument unter der Nummer 515576 gelistet und wird als Bürogebäude verwendet.

## Vorgeschichte
Zunächst befand sich auf dem Gelände, das im 16. Jahrhundert der Familie Van Berkenrode in Haarlem gehörte, ein Gehöft namens Thorenvliet. In den Jahren 1662 bis 1666 war der Kaufmann Hendrik Zeegersz van de Camp aus Amsterdam der Eigentümer, der den Namen in Hartencamp änderte. Diesen soll er aufgrund der dort lebenden Hirsche (niederländisch Herten) und mit Bezug auf seinen eigenen Nachnamen gewählt haben. Er vergrößerte den Besitz durch den Ankauf des der Ländereien von Adriaan Pauw. Sein Stiefsohn Gilles konnte die Schuldenlast, die auf der Farm und dem Land lasteten nicht begleichen und verkaufte sein Erbe 1680 an seinen Schwager den Dichter Jakob Heyblok (1623–1690), der es bis 1687 besaß.

## Landgut und Park Hartekamp

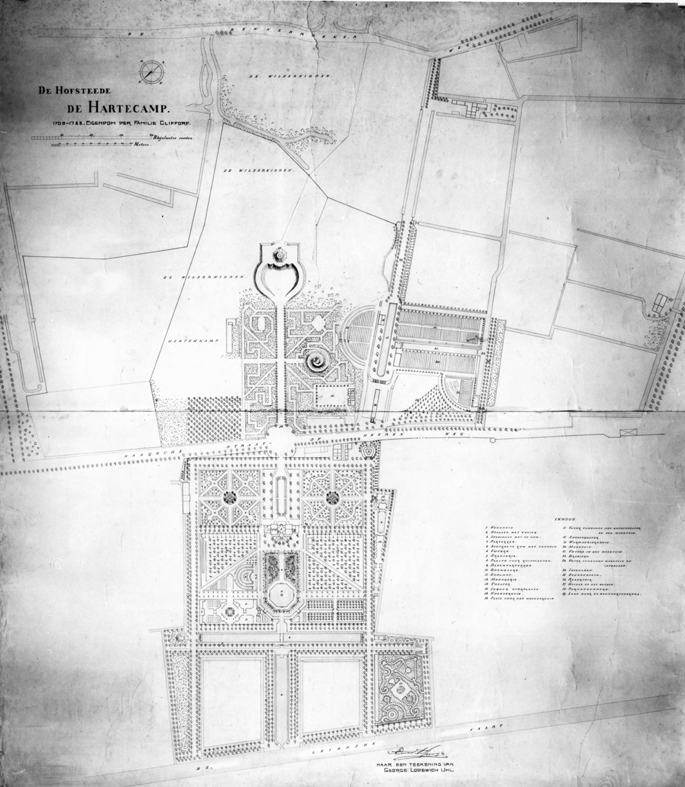
Plan der Anlage 1709–1788

Im Jahr 1693 erwarb Johan Hinlopen, der Postmeister des Antwerpener Postkomptoirs das Grundstück. An der Rückseite des Komplexes führt der Leidsevaart entlang, ein wichtiger Transport- und Postweg der damaligen Zeit. Der neue Eigentümer ließ ein neues Wohnhaus errichten und einen Garten anlegen. Im Jahr 1709 ging der Hartekamp in den Besitz des englischen Bankiers George Clifford Sr. (1657–1727) über. Dieser erwarb zudem das Grundstück, das sich östlich von Herenweg bis zum Binnenweg erstreckte und ließ weitere Gebäude errichten. Cliffords Sohn erbte es 1727 und ließ den Gartenbereich erweitern. Als Garten- und Pflanzenliebhaber lud er Carl von Linné zu sich ein, der hier in den Jahren 1735 bis 1738 lebte. Linné erweiterte die botanische Sammlung beschrieb im Hortus Cliffortianus die Pflanzensammlung. Clifford Jr. ließ zudem einen Bereich mit Gemüsegärten, ein Amphitheater und einen Parnassusberg in einem Labyrinth anlegen. In der Zeit zwischen 1788 und 1815 wechselte Hartekamp fünfmal den Besitzer. 1815 kam es an Matheus Brants in dessen Familienbesitz es sich bis 1901 befand. Brants kaufte weitere Wiesen, die zwischen dem Hartekamp und dem Huis te Manpad lagen. 1902 erwarb W. de Ridder das Haus und ließ es durch den Architekten J. A. G. des Störs vergrößern. L. Springer entwarf eine Rampe an den neuen Flügeln. 1909 errichtete H. A. C. Poortman eine Pergola in der Orangerie und legte ein Rosarium an.
Nach 1918 gehörte es Rechtsanwalt Walter von Pannwitz, dem Freund Kaiser Wilhelms II. Die letzte Bewohnerin war Catalina von Pannwitz-Roth, die zweite Ehefrau des Rechtsanwalts von Pannwitz, die hier regelmäßig den Kaiser empfing. Zudem war sie es, die dafür sorgte, dass berühmte Kunstwerke nach Hartekamp kamen. So unter anderem Originalgemälde von Rembrandt, eine Porzellansammlung, Statuen oder wertvolle Teppiche. Sie ließ das Haus durch den Architekten H. C. Berchtenbreiter erweitern und renovieren. 1952 wurde das Landgut an die Vereinigung der Broeders Penitenten verkauft, die dort eine Einrichtung für geistig behinderte Jungen gründete.